# 沃讷河畔屈尔宰
沃讷河畔屈尔宰（法語：Curzay-sur-Vonne，法語發音：[kyʁzɛ syʁ vɔn]）是法国新阿基坦大区维埃纳省的一个市镇，位于该省西部，属于普瓦捷区。

## 地理
沃讷河畔屈尔宰（46°29'27"N, 0°2'44"E）面积16.52 平方千米，位于法国新阿基坦大区维埃纳省，该省份为法国中西部省份，北起曼恩-卢瓦尔省和安德尔-卢瓦尔省，西接德塞夫勒省，南至夏朗德省，东南接上维埃纳省，东临安德尔省。
与沃讷河畔屈尔宰接壤的市镇（或旧市镇、城区）包括：雅兹讷伊、鲁耶、桑赛、布瓦夫尔拉瓦莱。

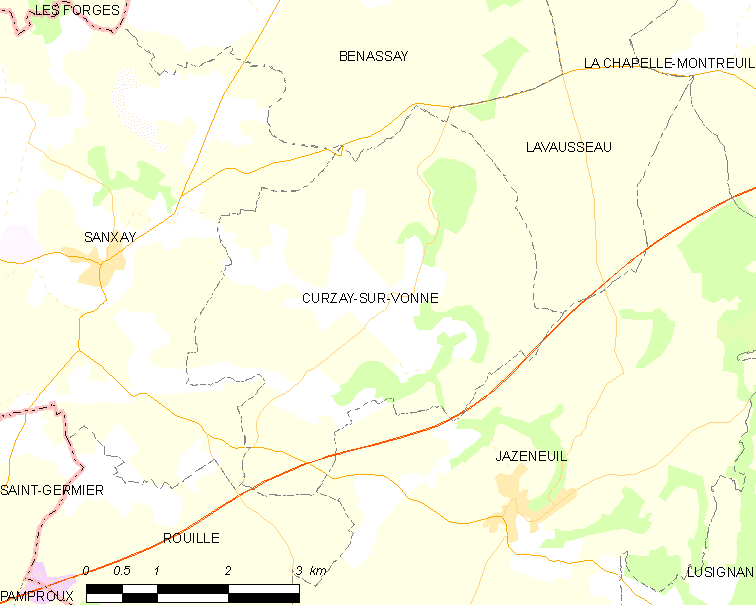
沃讷河畔屈尔宰的OSM定位图

沃讷河畔屈尔宰的时区为UTC+01:00、UTC+02:00（夏令时）。

## 行政
沃讷河畔屈尔宰的邮政编码为86600，INSEE市镇编码为86091。

## 政治
沃讷河畔屈尔宰所属的省级选区为吕西尼昂县。

## 人口

1962-2008年间沃讷河畔屈尔宰人口变化图示

沃讷河畔屈尔宰于2022年1月1日时的人口数量为374人。